# Gauliga Nordmark
De Gauliga Nordmark was een van de zestien Gauliga's die in 1933 werd opgericht na de machtsgreep van de NSDAP in 1933. De overkoepelende voetbalbonden van de regionale kampioenschappen werden afgeschaft en zestien Gauliga's namen de plaats in van de voorheen ontelbare hoogste klassen. In de Gauliga Nordmark speelden teams uit de provincie Sleeswijk-Holstein, Oldenburg, Hamburg, Lübeck, Mecklenburg-Schwerin en Mecklenburg-Strelitz. Voorheen speelden de clubs in de competities van de Noord-Duitse voetbalbond.

## Erelijst
| Seizoen | Kampioen        | Vicekampioen        |
| 1933-34 | Eimsbütteler TV | Hamburger SV        |
| 1934-35 | Eimsbütteler TV | Hamburger SV        |
| 1935-36 | Eimsbütteler TV | SC Victoria Hamburg |
| 1936-37 | Hamburger SV    | Holstein Kiel       |
| 1937-38 | Hamburger SV    | Eimsbütteler TV     |
| 1938-39 | Hamburger SV    | Eimsbütteler TV     |
| 1939-40 | Eimsbütteler TV | Hamburger SV        |
| 1940-41 | Hamburger SV    | Eimsbütteler TV     |
| 1941-42 | Eimsbütteler TV | Hamburger SV        |

## Eeuwige ranglijst
| Club                            | /9 | Seizoenen (1933-1942) |
| ------------------------------- | -- | --------------------- |
| Hamburger SV                    | 9  | 1933-1942             |
| Eimsbütteler TV                 | 9  | 1933-1942             |
| Kieler SV Holstein              | 9  | 1933-1942             |
| Altonaer FC 1893                | 9  | 1933-1942             |
| SV Polizei Lübeck               | 9  | 1933-1942             |
| SC Victoria Hamburg             | 8  | 1934-1942             |
| FC St. Pauli                    | 5  | 1934-35, 1936-1940    |
| Lübecker BV Phönix 03           | 4  | 1935-1939             |
| FC Borussia Harburg             | 4  | 1937-1941             |
| Wilhelmsburger FV 1909          | 3  | 1937-1938, 1940-1942  |
| SC Union 03 Altona              | 3  | 1933-1936             |
| SpVgg Polizei Hamburg           | 3  | 1933-1935, 1937-1938  |
| Barmbecker SG                   | 3  | 1939-1942             |
| SK Komet Hamburg                | 3  | 1937-1940             |
| FV Borussia 03 Kiel             | 2  | 1933-1935             |
| SC Sperber Hamburg              | 2  | 1935-1937             |
| KSG Spercer/St. Georg Hamburg   | 2  | 1939-1941             |
| SC Concordia Hamburg            | 2  | 1939-1941             |
| Wilhelmsburger FC Viktoria 1910 | 1  | 1933-1934             |
| Schweriner FC 03                | 1  | 1933-1934             |
| Wehrmacht SG Schwerin           | 1  | 1941-1942             |
| FC Kilia Kiel                   | 1  | 1941-1942             |
| Militär SV Hansa Hamburg        | 1  | 1935-1936             |
| Rothenburgsorter FK 1908        | 1  | 1936-1937             |
| VfR 1907 Harburg                | 1  | 1938-1939             |
| Schweriner SV                   | 1  | 1938-1939             |
| Fortuna Glückstadt              | 1  | 1940-1941             |

1933/34 · 1934/35 · 1935/36 · 1936/37 · 1937/38 · 1938/39 · 1939/40 · 1940/41 · 1941/42 

Gauliga Hamburg: 1942/43 · 1943/44 · 1944/45 

Gauliga Mecklenburg: 1942/43 · 1943/44 

Gauliga Schleswig-Holstein: 1942/43 · 1943/44 · 1944/45
Originele Gauliga's: Baden · Bayern · Berlin-Brandenburg · Hessen · Mitte · Mittelrhein · Niederrhein · Niedersachsen · Nordmark · Ostpreußen · Pommern · Sachsen · Schlesien · Südwest-Mainhessen · Westfalen · Württemberg

Gauliga's na 1939: Hamburg · Hessen-Nassau · Köln-Aachen · Kurhessen · Mecklenburg · Moselland · Niederschlesien · Oberschlesien · Osthannover · Schleswig-Holstein · Südhannover-Braunschweig · Weser-Ems · Westmark

Gauliga's in bezette gebieden: Böhmen und Mähren · Danzig-Westpreußen · Elsaß · Generalgouvernement · Sudetenland · Ostmark · Wartheland